# Centre de mathématiques appliquées
Vous pouvez aider à l'améliorer ou bien discuter des problèmes sur sa page de discussion.
- Il ne cite pas suffisamment ses sources. Vous pouvez indiquer les passages à sourcer avec {{référence nécessaire}} ou {{Référence souhaitée}}, et inclure les références utiles en les liant aux notes de bas de page. (Marqué depuis avril 2022)
- Son texte doit être wikifié : il ne correspond pas à la mise en forme Wikipédia (style, typographie, liens internes, liens entre les wikis, etc.). (Marqué depuis avril 2022)
- Sa typographie ne respecte pas les conventions de Wikipédia. Vous pouvez solliciter de l’aide de l’Atelier typographique. (Marqué depuis avril 2022)

- Archive Wikiwix
- Bing
- Cairn
- DuckDuckGo
- E. Universalis
- Gallica
- Google
- G. Books
- G. News
- G. Scholar
- Persée
- Qwant
- (zh) Baidu
- (ru) Yandex
- (wd) trouver des œuvres sur Wikidata

Le Centre de mathématiques appliquées est une unité mixte de recherche (UMR 7641) du Centre national de la recherche scientifique (CNRS) et de l'École polytechnique. Il est implanté sur le site de l'École polytechnique à Palaiseau.
Depuis sa création en 1974, le Centre de Mathématiques Appliquées (UMR 7641) s’est fixé comme objectif le développement et l’exploration des mathématiques en liaison avec les applications. L’ouverture du CMAP vers d’autres disciplines se manifeste par la variété et la complexité des thèmes de recherche qui sont abordés. Son fonctionnement permet à ses équipes d’explorer et d’initier des thématiques nouvelles. Les domaines de recherche du CMAP sont en liaison étroite avec des problématiques posées en physique, mécanique, chimie, biologie et santé, finance mais aussi dans les domaines socio-économiques ou des technologies de l’information. L’essence des recherches au CMAP obéit au cycle : modélisation, analyse mathématique, simulations numériques, visualisation puis raffinement de la modélisation. Chaque étape de ce cycle utilise les compétences des membres du laboratoire. Le CMAP est organisé en 10 équipes couvrant ses domaines de recherche, regroupées en trois grandes thématiques :
- Probabilités, Statistiques et Applications
- Analyse Numérique et Equations aux dérivées partielles
- Contrôle et Optimisation

Ces équipes ne sont cependant pas cloisonnées et certains chercheurs appartiennent à plusieurs équipes, voire plusieurs thématiques. Le laboratoire travaille en étroite liaison avec le Département d’Enseignement-Recherche en Mathématiques Appliquées de l’Ecole Polytechnique (DepMap) dans la définition de la politique d’enseignement et de recherche, du recrutement et de la participation du personnel CNRS aux enseignements de mathématiques appliquées tant en cycle ingénieur qu’en Master. Le CMAP bénéficie d’un grand nombre d’interactions avec des sociétés industrielles et financières, à travers des subventions de recherche et des financement de doctorat (CIFRE) mais également à travers les chaires d’enseignement supérieur et de recherche du DepMap. Le personnel de recherche du CMAP est composé d’enseignants chercheurs : professeurs, professeurs chargés de cours et maîtres de conférence recrutés à temps plein ou partiel par le Département d’Enseignement-Recherche en Mathématiques Appliquées, mais également de chercheurs CNRS et Inria. Le CMAP compte en effet cinq Equipes Projet Communes Inria-Ecole Polytechnique. Le personnel de recherche est soutenu par une équipe administrative.